# Sombra (Overwatch)
Olivia Colomar más conocida como Sombra es un personaje ficticio del videojuego de disparos en primera persona Overwatch desarrollado por Blizzard Entertainment. En la narrativa del juego, ella es una hacker de operaciones de bolsa negra excepcional de México que se había unido a Talon, una organización criminal alineada contra Overwatch. En el juego, Sombra tiene habilidades basadas en el sigilo para moverse por el campo de batalla, y puede piratear a cualquier personaje rival para evitar brevemente que use sus habilidades especiales.

## Historia
La biografía de Sombra se proporciona a través de medios adicionales de Overwatch, incluidos los cómics digitales de Overwatch . Su verdadero nombre es Olivia Colomar, revelado en el cómic online "Searching". Nació en la ciudad ficticia de Dorado, México, el mismo año en que se estableció la organización Overwatch, y es hablante nativa del español. Cuando era joven, perdió todo a causa de la Crisis Ómnica y se convirtió en huérfana. Reconoció su talento en la piratería y el valor de la información, y luego se unió a la pandilla ficticia de Los Muertos en Dorado. Finalmente, fue reclutada por Talon, una organización antagonista que incluye a Reaper y Widowmaker. Como hacker, empleó el nombre Sombra, en español para "sombra", y evitó su nombre de nacimiento.